# Адерстон, Эдвин
Эдвин Адерстон (англ. Edwin Atherstone, 1788—1872) — английский поэт, прозаик и драматург. Он является автором эпосов Падение Ниневии (The Fall of Nineveh) и Израиль в Египте (Israel in Egypt). Оба эпоса написаны в белом стихе. Также им написаны романы Mорские короли в Англии (The sea-kings in England) в 1830 году и Надпись на стене (The handwriting on the wall) в 1858 году.

## Сочинения
- Падение Ниневии
- Израиль в Египте
- Последние дни Геркуланума
- Abradates and Panthea
- Драмматические работы Эдвина Адерстона
- Морские короли в Англии
- Надпись на стене